# Bosconero
Bosconero (piemontesisch Boschnèir) ist eine italienische Gemeinde in der Metropolitanstadt Turin (TO), Region Piemont.

## Lage und Einwohner
Bosconero liegt 27 km nordöstlich von Turin am Orco im Canavese. Der Ort liegt auf einer Höhe von 239 m über dem Meeresspiegel und hat 3072 Einwohner (Stand 31. Dezember 2023). Das Gemeindegebiet umfasst eine Fläche von 11 km². 
Die Nachbargemeinden sind Rivarolo Canavese, San Giusto Canavese, Feletto, Foglizzo, San Benigno Canavese und Lombardore. 

### Bevölkerungsentwicklung

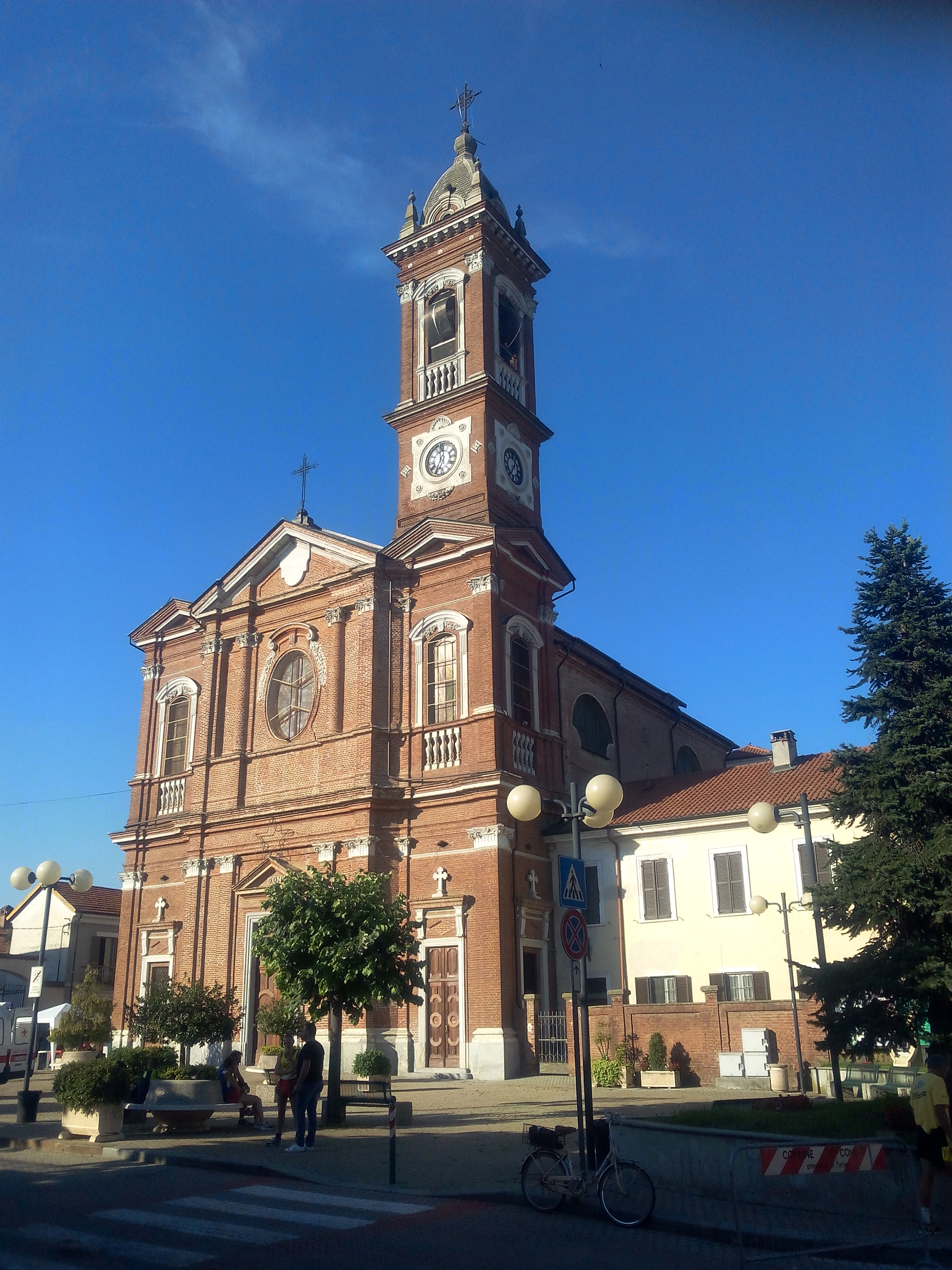
Pfarrkirche